# توم جونسون (لاعب غولف)
توم جونسون (بالإنجليزية: Tom Johnson)‏ هو لاعب غولف أمريكي، ولد في 19 أغسطس 1981 في ساكرامنتو في الولايات المتحدة.

## وصلات خارجية
- الموقع الرسمي
- توم جونسون على موقع رابطة لاعبي الغولف المحترفين (الإنجليزية)